# Wołodrza (przystanek kolejowy)
Wołodrza – zlikwidowany wąskotorowy przystanek kolejowy w Wołodrzy na linii kolejowej Krośniewice – Ostrowy Wąskotorowe, w powiecie kutnowskim, w województwie łódzkim, w Polsce.